# Португал и Кастро, Жозе Бернардино
Жозе Бернардино Португал и Кастро (порт. José Bernardino de Portugal e Castro; 20 мая 1780, Салвадор, Колониальная Бразилия — 26 февраля 1840, Лиссабон)  — португальский политический и государственный  деятель, премьер-министр Португалии (1836). Маркиз Валенский. Пэр королевства с 1826 года, бригадир.
Дальний родственник правящей семьи и потомок по мужской линии Афонсу, 1-го герцога Браганса. Его отцом был Афонсу Мигель де Португал и Кастро (1748—1802), 4-й маркиз Валенсии, 11-й граф Вимиозо, губернатор Баии и потомок Франсиско де Паула де Португалия и Кастро (1480—1549), 1-й граф Вимиозо.
В 1826—1827 годах занимал пост военного министра Португалии.